# آلیف (هیوستون)
الیف، هاستن (به انگلیسی: Alief, Houston) یک منطقهٔ مسکونی در ایالات متحده آمریکا است که در شهرستان هریس، تگزاس واقع شده‌است.

## خصوصیات
الیف ۹۴٫۷ کیلومترمربع مساحت و ۱۴۴٬۶۸۸ نفر جمعیت دارد و ۲۴ متر بالاتر از سطح دریا واقع شده‌است.